# Australië op de Olympische Zomerspelen 1904
Twee atleten uit Australië namen deel aan de Olympische Zomerspelen 1904 in Saint Louis, Verenigde Staten.

## Resultaten per onderdeel

### Atletiek
| Olympiër         | Discipline      | Resultaat | Prestatie   |
| ---------------- | --------------- | --------- | ----------- |
| Corrie Gardner   | 110m horden (m) | series    | serie 1: 4e |
| Leslie McPherson | 110m horden (m) | series    | serie 2: 3e |
| Corrie Gardner   | verspringen (m) | finale    |             |
| Leslie McPherson | verspringen (m) | finale    |             |

Australië · Canada · Cuba · Duitsland · Frankrijk · Griekenland · Groot-Brittannië · Hongarije · Oostenrijk · Verenigde Staten · Zuid-Afrika · Zwitserland · Gemengde teams